# Homalaena nelsonensis
Homalaena nelsonensis är en skalbaggsart som beskrevs av Ron Garth Ordish 1984. Homalaena nelsonensis ingår i släktet Homalaena och familjen vattenbrynsbaggar. Inga underarter finns listade i Catalogue of Life.